# NGC 3673
NGC 3673 (również PGC 35097 lub UGCA 236) – galaktyka spiralna z poprzeczką (SBb), znajdująca się w gwiazdozbiorze Hydry. Odkrył ją John Herschel 22 marca 1836 roku.